# Kamui Kobayashi
Kamui Kobayashi (小林可梦伟, født 13. september 1986 i Amagasaki, Hyogo) er en japansk racerkører, der kører for Super Formula i Japan. Han har tidligere kørt i Formel 1 fra 2009 til 2014, og havde tidligere i karrieren deltaget i GP2-serien, hvor han vandt GP2 Asia Series.
Han fik debut i Formel 1 i 2009, da han afløste den skadede Timo Glock, der var kommet ud for et slemt uheld under det Japanske Grand Prix. Kobayashi kørte sæsonens to sidste løb for Toyota, hvor han kørte hurtigere end Jarno Trulli i begge kvalifikationer. Han formåede at score point i det sidste Grand Prix i Abu Dhabi, og han sikrede sig et sæde som førstekører hos Sauber, da Peter Sauber kunne se et talent i den unge japaner. Denne sæson startede med mange uheld, nogle forskyldt, men andre uforskyldt, senere på sæsonen kom der en masse point ind på tavlen. Han sluttede bedre end hans teamkammerat Pedro de la Rosa, som senere blev afløst af Nick Heidfeld.
I 2012-sæsonen tog han sin første podieplacering i Japans Grand Prix 2012, hvor han var den første japaner til at komme på podiet siden Takuma Sato i 2004 og den første japane til at komme podiet i sit hjemmeløb siden Aguri Suzuki i 1990.
I 2013-sæsonen var han ikke en del af Sauber's kører-lineup for 2013, i stedet for kom han ind i World Endurance Championship for det italienske AF Corse-hold.
I 2014-sæsonen var han tilbage i Formel 1 som Caterham F1-kører. Han havde ikke scoret nogen point.
I 2015-sæsonen var han tilbage i Japan, hvor han kørte for det japanske Team LeMans-hold i det japanske Super Formula-mesterskab sammen med Ryo Hirakawa.